# Plecoptera siderogramma
Plecoptera siderogramma là một loài bướm đêm trong họ Erebidae.